# 天主教佩内杜教区
天主教佩內拉教區（拉丁語：Dioecesis Penedensis），是巴西一個天主教教區，位於阿拉戈斯州東南部，屬馬塞約總教區。
教區成立於1916年4月3日，2004年有教友774,100人，佔總人口93.0%。有廿八個堂區、司鐸卅四人。現任教區主教為瓦萊里奧·布雷達。